# اوکارو وایت
اوکارو وایت (انگلیسی: Okaro White؛ زادهٔ ۱۳ اوت ۱۹۹۲) بازیکن بسکتبال اهل ایالات متحده آمریکا است.
از باشگاه‌هایی که در آن بازی کرده‌است می‌توان به باشگاه بسکتبال پاناتینایکوس اشاره کرد.